# Сакарі Момої
Сакарі Момої (яп. 百井盛; 5 лютого 1903 — 5 липня 2015) — японський довгожитель, вік якого підтверджено Групою геронтологічних досліджень (GRG) та Книгою рекордів Гіннеса. 8 червня 2014 року після смерті Олександра Іміча (який на 1 день старший за нього), до власної смерті, Момої був найстарішим живим чоловіком у світі та був найстарішим живим в Японії. Також на момент смерті він входив до 35 найстаріших чоловіків у світі чий вік був підтверджений. Наразі він є найстарішим підтвердженим чоловіком в префектурі Сайтама. Помер у віці 112 років, 150 днів.

## Біографія
Сакарі Момої народився 5 лютого 1903 року в префектурі Фукусіма, жив в префектурі Сайтама. У 1928 році Момої одружився з Таміко, у пари було 5 дітей.
Момої працював директором Технічної школи префектури Фукусіма з 1948 по 1951 рік. Також він був директором середньої школи префектури Сайтама з 1953 по 1959 рік.
У 1989 році померла його дружина Таміко.
У 2013 році був госпіталізований до токійської лікарні. На той час у нього було 5 дітей, 11 внуків та 32 правнуки.
Момоі став найстарішим живим чоловіком в Японії після смерті 111-річного Ікарасі Дзьокіті 23 липня 2013 року. Пізніше він став найстарішим живим чоловіком у світі 8 червня 2014 року після смерті Олександра Іміча, який був лише на один день старший за нього.
5 липня 2015 року Сакарі Момої помер від хронічної ниркової хвороби, в Сайтамі, Японія, у віці 112 років, 150 днів. Після його смерті найстарішим живим чоловіком на Землі став Коіде Ясутаро та став найстарішим живим у Японії.